# Caio Antíscio Veto (cônsul em 23)
Caio Antíscio Veto (em latim: Gaius Antistius Vetus) foi um senador romano eleito cônsul em 23 com Caio Asínio Polião. Era filho de Caio Antíscio Veto, cônsul em 6 a.C., e irmão de Lúcio Antíscio Veto, cônsul sufecto em 26.

## Carreira
Seu primeiro cargo conhecido foi de pretor urbano em 20. Três anos depois foi eleito cônsul e foi curator riparum et alvei Tiberis na comissão senatorial encarregada de manter as margens e a cabeceira do Tibre para evitar inundações.

## Família
Não se sabe o nome de sua esposa. Veto teve três filhos, Camerino Antíscio Veto, cônsul em 46, Caio Antíscio Veto, cônsul em 50, e Lúcio Antíscio Veto, cônsul em 55.